# Mario Toro
Né le 6 octobre 1980, Mario Toro est un karatéka vénézuélien surtout connu pour avoir remporté la médaille d'or en kumite individuel masculin plus de 80 kilos aux championnats panaméricains de karaté 2006 organisés à Saint-Domingue, en République dominicaine.

## Résultats
| Résultat          | Date         | Épreuve                   | Catégorie | Compétition                     | Ville hôte                                |
| ----------------- | ------------ | ------------------------- | --------- | ------------------------------- | ----------------------------------------- |
| Médaille d'or     | 2006         | Kumite individuel + 80 kg | Seniors   | Championnats panaméricains 2006 | Saint-Domingue, en République dominicaine |
| Médaille d'argent | Juillet 2007 | Kumite individuel + 80 kg | Seniors   | Jeux panaméricains 2007         | Rio de Janeiro, au Brésil                 |